# Мерло Мантека, Отавио
Ота́вио Ме́рло Манте́ка (порт. Octávio Merlo Manteca, 29 декабря 1993, Рио-де-Жанейро, Бразилия) — бразильский футболист, полузащитник клуба ЦСКА 1948 (София).

## Биография
Родился 29 декабря 1993 года в Рио-де-Жанейро. Воспитанник футбольной школы клуба «Ботафого». Взрослую футбольную карьеру начал в 2013 году в основной команде того же клуба, в котором провёл два сезона, приняв участие в 16 матчах чемпионата и забив один гол.
С марта по июнь 2014 года на правах аренды защищал цвета команды «АБС».
7 июля 2014 года был взят на сезон в аренду итальянской «Фиорентиной» с правом выкупа за 2 млн евро. Отавио не провёл за «фиалок» ни одного матча и вернулся в 2015 году в «Ботафого». В июле 2016 года был отдан в аренду в «Тупи».